# Стрельба в школе Виертола
Стрельба в школе Ви́ертола — инцидент, произошедший утром 2 апреля 2024 года в школе Виертола, расположенной в городе Вантаа, Финляндия.

## Ход событий
По предварительным данным, стрельба началась в 9:08, тогда же в школу была вызвана полиция.
В 9:40 утра полицейские находились на территории школы. Людей на улицах попросили держаться подальше от этого района.
В 10:08 полиция сообщила, что в результате стрельбы есть несколько раненых, один подозреваемый задержан.
В 10:35 полиция сообщила, что все участники стрельбы — несовершеннолетние. Уточняется, что раненых трое.
В 11:18 уточняется, что всем пострадавшим по 12 лет.
В 11:32 полиция задержала подозреваемого на стороне Хельсинки. Захват прошёл мирно. У задержанного с собой было огнестрельное оружие, после задержания он сам и оружие находятся под стражей в полиции. Самому нападавшему на момент преступления было 12 лет.
В 14:14 было сообщено, что один из пострадавших скончался, двое других госпитализированы в Новую детскую больницу Хуса. Официальные лица не разглашают ни их имён, ни сведений о полученных ими травмах в целях конфиденциальности. В больнице организовали кризисную помощь для родственников пострадавших.
Директор школы Сари Лаасила заявила агентству Reuters, что непосредственная опасность миновала, но отказалась от дальнейших комментариев.
3 апреля на территории Финляндии объявлено днём траура, по всей стране приспущены флаги.

## Реакция официальных лиц
Министр внутренних дел Финляндии Мари Рантанен опубликовала на своей странице в соцсети X следующий текст: «День начался ужасающе. В школе Виертола в Вантаа произошёл инцидент со стрельбой. Я могу только представить себе боль и беспокойство, которые испытывают сейчас многие семьи. Подозреваемый преступник задержан».
Заместитель городского менеджера по образованию и профессиональной подготовке города Вантаа Катри Кальске заявила журналистам, что была глубоко шокирована инцидентом, и уточнила, что предварительного предупреждения об опасности не было.